# Ceramida

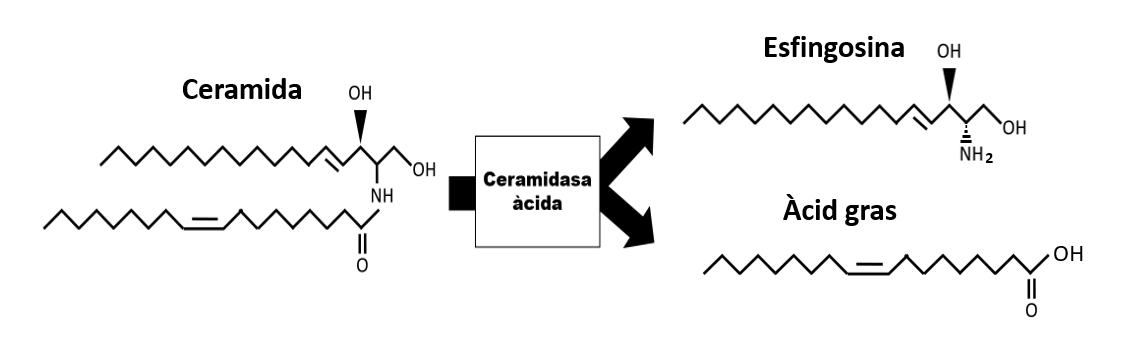
Estructura química bàsica de les ceramides, constituïdes a partir d'una base esfingoide o esfingosina i un àcid gras units a través d'un enllaç amida.

Les ceramides (del llatí cēra 'cera' + amida) són un tipus d’esfingolípid que constitueix l’estructura bàsica de tots els esfingolípids complexos, com ara bé els glicoesfingolípids i els fosfoesfingolípids. Formen part de les membranes cel·lulars i són el major constituent lipídic, juntament amb el colesterol i els àcids grassos lliures, dels espais intercel·lulars de l'estrat corni, que forma la barrera cutània epidèrmica. Intervenen també com a moduladors lipídics en la regulació de diverses funcions cel·lulars, com ara bé la diferenciació, la proliferació i l'apoptosi.
Pel que fa a la seva estructura química, consten d’una base esfingoide o esfingosina unida a un àcid gras saturat per un enllaç amida.

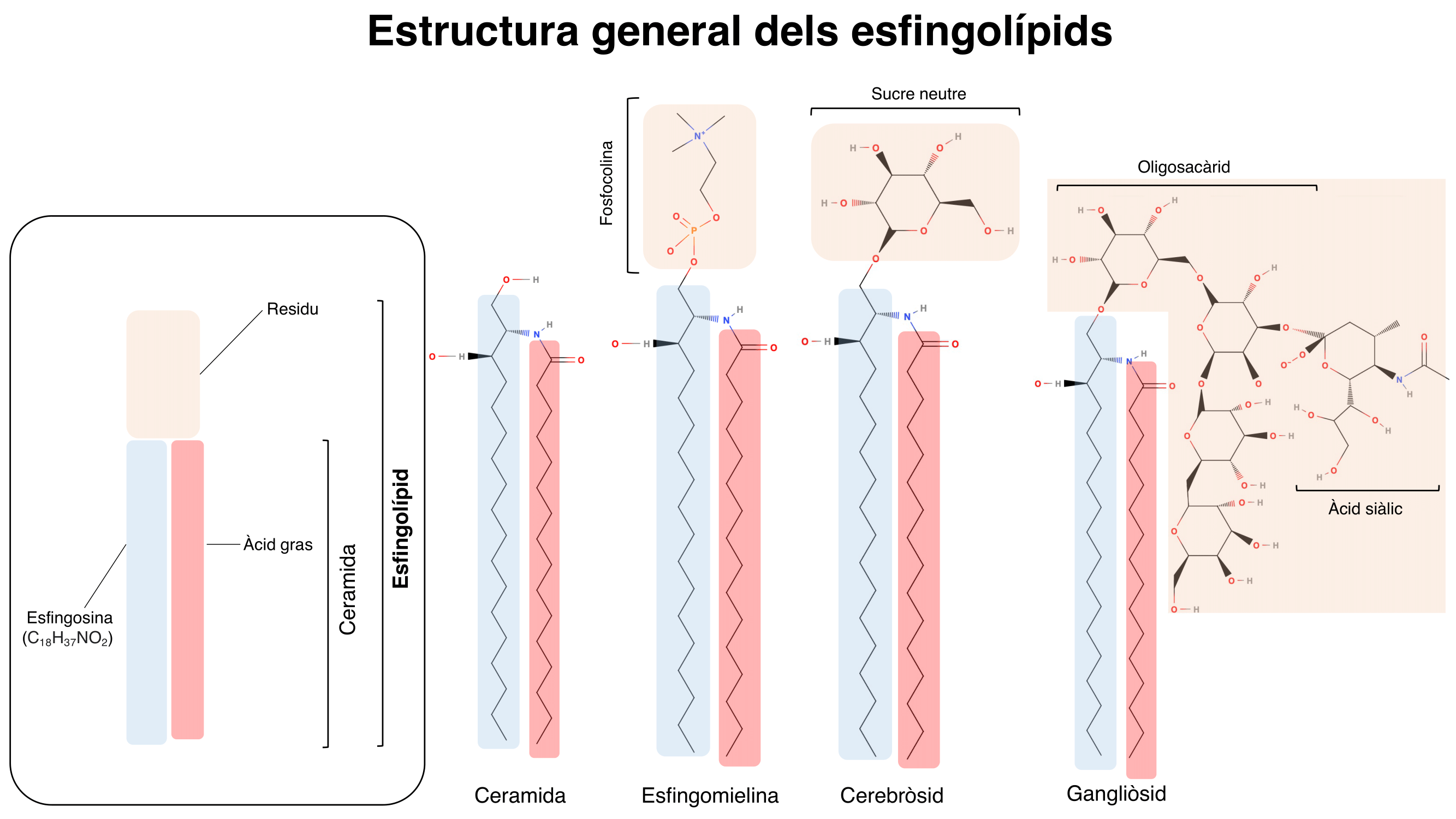
La ceramida és la columna vertebral de tots els esfingolípids, que divergeixen en la seva cadena lateral. L'esfingomielina té un residu de fosfocolina, els cerebròsids presenten sucres neutres i els gangliòsids es caracteritzen per la complexitat dels seus residus d'òligosacàrids, que sempre estan carregats degut a la presència d'àcid siàlic (NANA).

## Biosíntesi de la ceramida
La ceramida és l'esfingolípid més senzill i el precursor de tots els esfingolípids complexos, que són un dels quatre constituents lípidics majors de les membranes de les cèl·lules eucariotes. Les rutes bioquímiques de síntesi de la ceramida han estat detalladament descrites, i ha estat possible identificar amb seguretat bona part dels enzims que hi intervenen, anomenats genèricament ceramida sintases.
La síntesi de la ceramida segueix tres vies metabòliques paral·leles: la síntesi anabòlica de novo, la síntesi a partir de la hidròlisi de l'esfingomielina (catalitzada per l'enzim esfingomielinasa) i la síntesi catabòlica a partir de la degradació d'esfingolípids complexos (via de recuperació).

### Sínteside novo
La síntesi des de zero de la ceramida té lloc a la cara citosòlica del reticle endoplasmàtic llis. El procés comença amb la condensació conjunta del palmitoïl-CoA i de la L-serina per acció de l'enzim serina palmitoil transferasa, que dona lloc a una 3-cetoesfinganina que, al seu torn, és reduïda a esfinganina per l'enzim 3-cetoesfinganina reductasa. A continuació, una esfinganina N-acil transferasa enllaça un grup acil a l'esfinganina, que d'aquesta manera passa a ser una dihidroceramida. Finalment, l'enzim dihidroceramida saturasa redueix la dihidroceramida donant lloc a una ceramida.
Un cop sintetitzades, la ceramides s'encaminen a l'aparell de Golgi o bé per transport vesicular o bé per l'acció de la proteïna transportadora de la ceramida (CERT). A l'aparell de Golgi, les ceramides són glicosilades i prossegueixen el seu metabolisme per acabar formant esfingolípids complexos com l'esfingomielina i els glicoesfingolípids. A continuació, els esfingolípids i glicoesfingolípids resultants són distribuïts a la membrana plasmàtica i als orgànuls cel·lulars, i travessen cicles successius de degradació i renovació.

### Ruta de l'esfingomielinasa

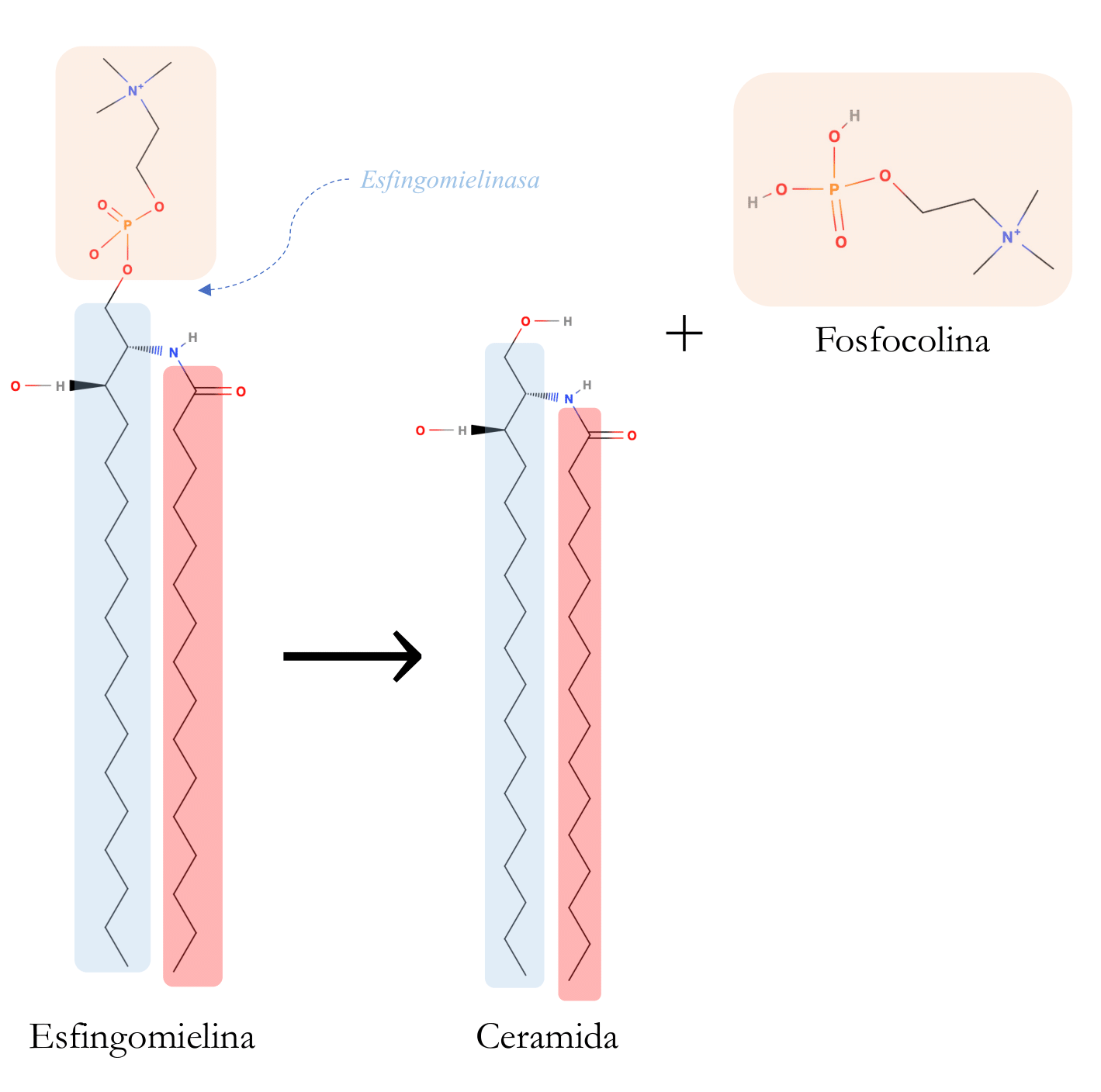
Hidròlisi de l'esfingomielina catalitzada per l'enzim esfingomielinasa.

La hidròlisi de l'esfingomielina per acció de l'enzim esfingomielinasa (SMasa) permet trencar l'enllaç entre la ceramida i el residu de fosfocolina característic de l'esfingomielina. Com que l'esfingomielina és un dels principals constituents lipídics de les membranes plasmàtiques cel·lulars, es pensa que la síntesi de ceramides a partir de la hidròlisi de l'esfingomielina es dona sobretot en resposta a senyals extracel·lulars de mort cel·lular programada.

### Via de recuperació
Els esfingolípids complexos són constantment degradats als compartiments cel·lulars acídics (els endosomes tardans i els lisosomes) per l'acció d'hidrolases àcides. El producte metabòlic d'aquestes reaccions catabòliques, la ceramida, pot sotmetre's a una nova hidròlisi catalizada per una ceramidasa àcida, que trenca els enllaços entre els seus constituents d'esfingosina i d'àcid gras lliure. Un cop desvinculades, les llargues cadenes d'esfingosina i d'àcid gras poden abandonar els lisosomes i reincorporar-se a les rutes de síntesi de ceramida i d'esfingosina.

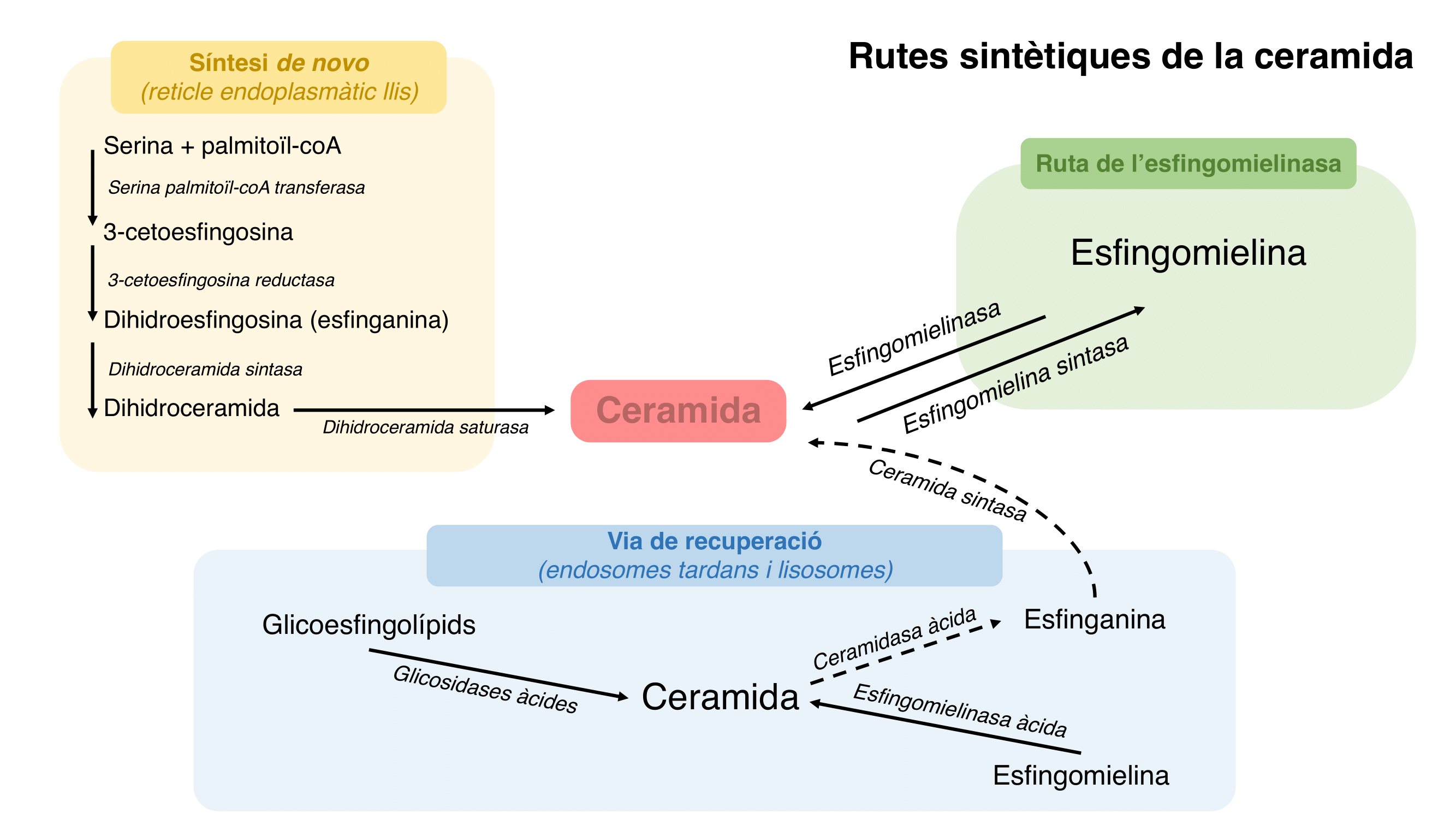
La ceramida se sintetitza per tres rutes metabòliques: la neosíntesi, la hidròlisi de l'esfingomielina i la descomposició d'esfingolípids complexos als lisosomes i els endosomes tardans.

## Localització
Les ceramides es poden trobar a les quatre capes de l'epidermis, però tenen una especial presència a la zona de diferenciació que hi ha entre l'estrat espinós i l'estrat corni de la pell, del qual són el principal constituent lipídic. En conjunció amb altres lípids de l'estrat corni, les ceramides formen estructures altament ordenades que contribueixen de manera crucial al manteniment de la permeabilitat a l'aigua de la pell. Les ceramides de l'estrat corni se sintetitzen catabòlicament a partir de la hidròlisi de l'esfingomielina i de les glicosilceramides que s'emmagatzemen als corpuscles d'Odland.
No obstant això, les ceramides no són només presents a la pell, sinó que, degut a la seva condició de matriu fonamental de tots els esfongolípids, se'n troben a pràcticament tots els medis lipídics, com ara bé la membrana plasmàtica de totes les cèl·lules en general i les vaines de mielina, on es concentren en gran abundància. A més, recentment s'ha descobert que diversos aliments com els ous, els espinacs i la soja són rics en aquesta classe de lípids.

## Rols fisiològics
Com a molècula central de tots els esfingolípids, la ceramida juga un paper important en la transducció de senyals de mort cel·lular programada, cicle cel·lular, diferenciació i senescència cel·lular. A nivell dermatològic, participa en l'homeòstasi cel·lular de l'epidermis i contribueix a la permeabilitat de la barrera cutània. Alhora, s'uneix a altres molècules per tal de formar esfingolípids complexos com els sulfàtids, els globòsids, la glucosilceramida, l'esfingomielina, gangliòsids i cerebròsids, que són compostos vitals pel correcte desenvolupament del cervell i del sistema nerviós.

### Senyalització cel·lular
Les ceramides actuen en la senyalització cel·lular com a molècules de senyalització involucrades en diverses rutes metabòliques. Són capaces d'induir la proliferació, la diferenciació cel·lular i l'apoptosi.
Mentre que les ceramides activen senyals de mort cel·lular, les formes fosforilades ceramida-1-fosfat i l'esfingosina-1-fosfat activen senyals de supervivència cel·lular. Els nivells relatius d'aquests metabòlits són, per tant, el que determina si la cèl·lula entra en apoptosi o si prolifera. És en aquest sentit que la fosforilació de la ceramida i de l'esfingosina per les seves respectives quinases és decisiva a l'hora de determinar les funcions vitals de la cèl·lula.

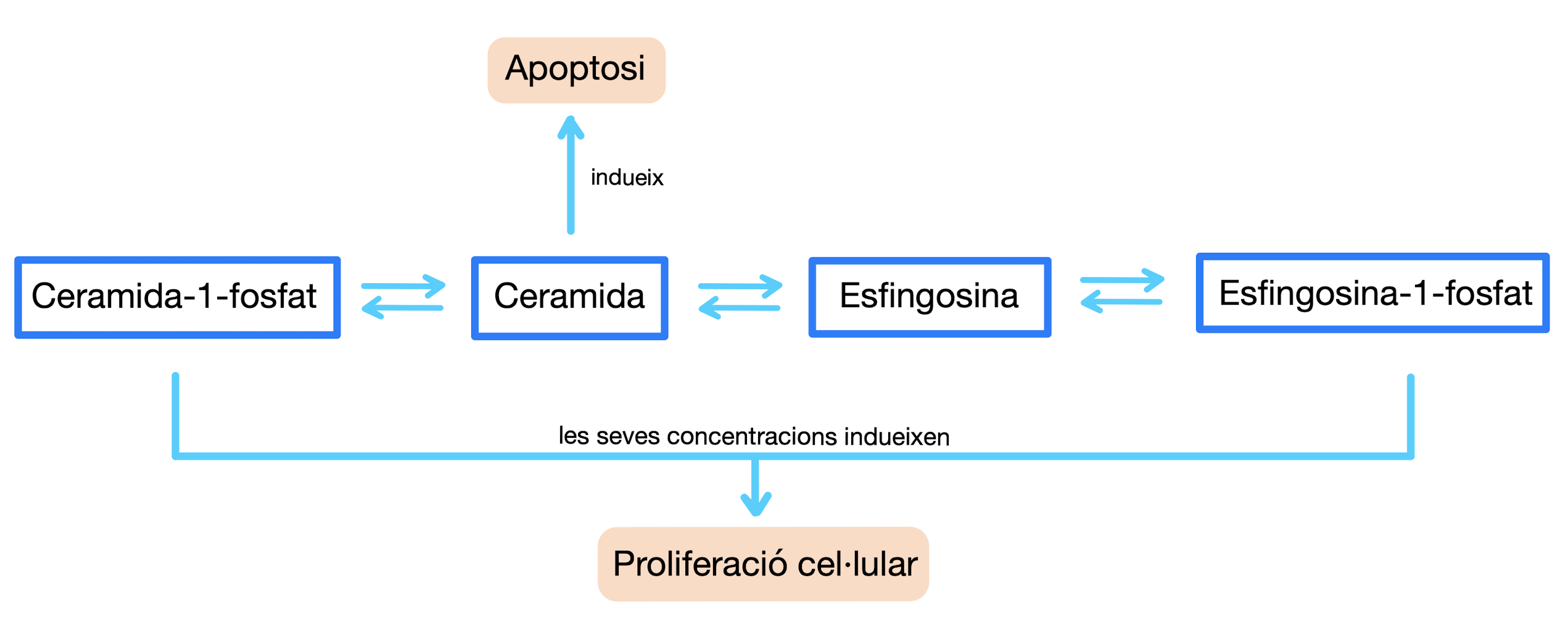
Els diferents esfingolipids, interconvertibles entre si, regulen el cicle cel·lular en funció de les seves concentracions.

### Pell
L'estrat corni està format per queratinòcits que estan estretament units per desmosomes, formant una matriu cel·lular lipòfila que funciona com a barrera contra microorganismes i agents externs. Aquesta matriu, constituïda per ceramides, àcids grassos lliures i colesterol en quantitat equimolar, és important per a l'homeòstasi cel·lular i el manteniment de la permeabilitat cutànies, en la mesura que regula l'intercanvi de líquids entre l'interior i l'exterior de la pell (balanç hidrolipídic cutani). En aquest sentit, les ceramides intervenen en l'estabilitat i en la capacitat funcional d'aquesta barrera de permeabilitat, que depèn també d'un abastament suficient d'àcids grassos essencials a la pell. Les seves propietats són aprofitades per multitud de productes de skin care.

### Sistema nerviós
Les neurones són cèl·lules polaritzades, i les seves funcions normals, com la connectivitat neuronal i la transmissió sinàptica, depenen del tràfic selectiu de molècules a través de la seva membrana plasmàtica. Els esfingolípids (i, en conseqüència, també les ceramides) són abundants a les membranes cel·lulars neuronals, i actuen com potents reguladors de l'homeòstasi cerebral. L'alteració dels nivells intracel·lulars de ceramida s'associa al desenvolupament de malalties neurològiques i neuroinflamatòries relacionades amb l'edat, vist que la ceramida és un important senyalitzador implicat en la regulació del desenvolupament i la mort neuronals.
D'altra banda, la ceramida és un component imprescindible en la mielinogènesi, atès que els esfingolípids són el segon constituent en importància en la composició química de la mielina.

## Patologies associades
El dèficit de funció o disminució de la presència de les ceramides fa que la pell sigui més vulnerable a agents externs físics, químics i potencials patògens bacterians, fúngics i/o vírics. Canvis en el perfil de ceramides s'han associat a diferents malalties cutànies: 

### Dermatitis atòpica
Diversos estudis han demostrat una disminució en els nivells d’esfingosines i acilceramides, amb el conseqüent augment de pèrdua d’aigua transespidèrmica a la dermatitis atòpica (DA). També s'ha observat una alteració en els nivells i composició d'àcids grassos de les ceramides de l’estrat corni de la pell de pacients amb DA. Aquests canvis són deguts a l’acció de citocines inflamatòries que redueixen els nivells d’ARNm d'esfingomielinasa àcida i ß-glucocerebrosidases i, per contra, fan augmentar els nivells d'àcid-ceramidasa. Les citocines inflamatòries implicades en la DA, com la Th2, la IL-4 i IL-6, també disminueixen els nivells de ceramides a través de la disminució de l’expressió d’ARNm de serin-palmitoil transferasa-2, esfingomielinasa i ß-glucocerebrosidasa.

### Síndrome de Netherton
Els pacients amb aquesta síndrome tenen una alteració greu de la permeabilitat de la barrera cutània. S'han analitzat els lípids de l’estrat corni en pacients amb síndrome de Netherton i s'ha observat una disminució en els nivells totals de ceramides i àcids grassos lliures. En concret, s'ha demostrat un augment de les ceramides de cadena curta i disminució de les de cadena llarga, i un increment de la ratio acilceramida:acilglucosilceramida. Estudis recents han observat una insuficient conversió de glucosilceramida a ceramida, amb el conseqüent increment de glucosilceramida hidrofílica. Tots aquests canvis afecten a la formació d’estructures lamel·lars a l’estrat corni dels pacients amb síndrome de Netherton.

### Psoriasi
La disminució de la síntesi de ceramides s'ha observat en pell psoriàsica i s'ha associat amb l’extensió i gravetat. A més, s'ha demostrat una disminució de la ratio de ceramides amb àcids grassos de cadena llarga versus ceramides totals en pacients amb psoriasi comparat amb controls sans.

### Càncer cutani
S'ha demostrat un augment de les ceramidases acídiques i en la esfingosina-quinasa 1 en carcinomes escatosos de cap i coll, i s'ha vist que canvis en els nivells d’esfingolípids poden contribuir a la tumorogènesi.

## Usos, aplicacions i funcions

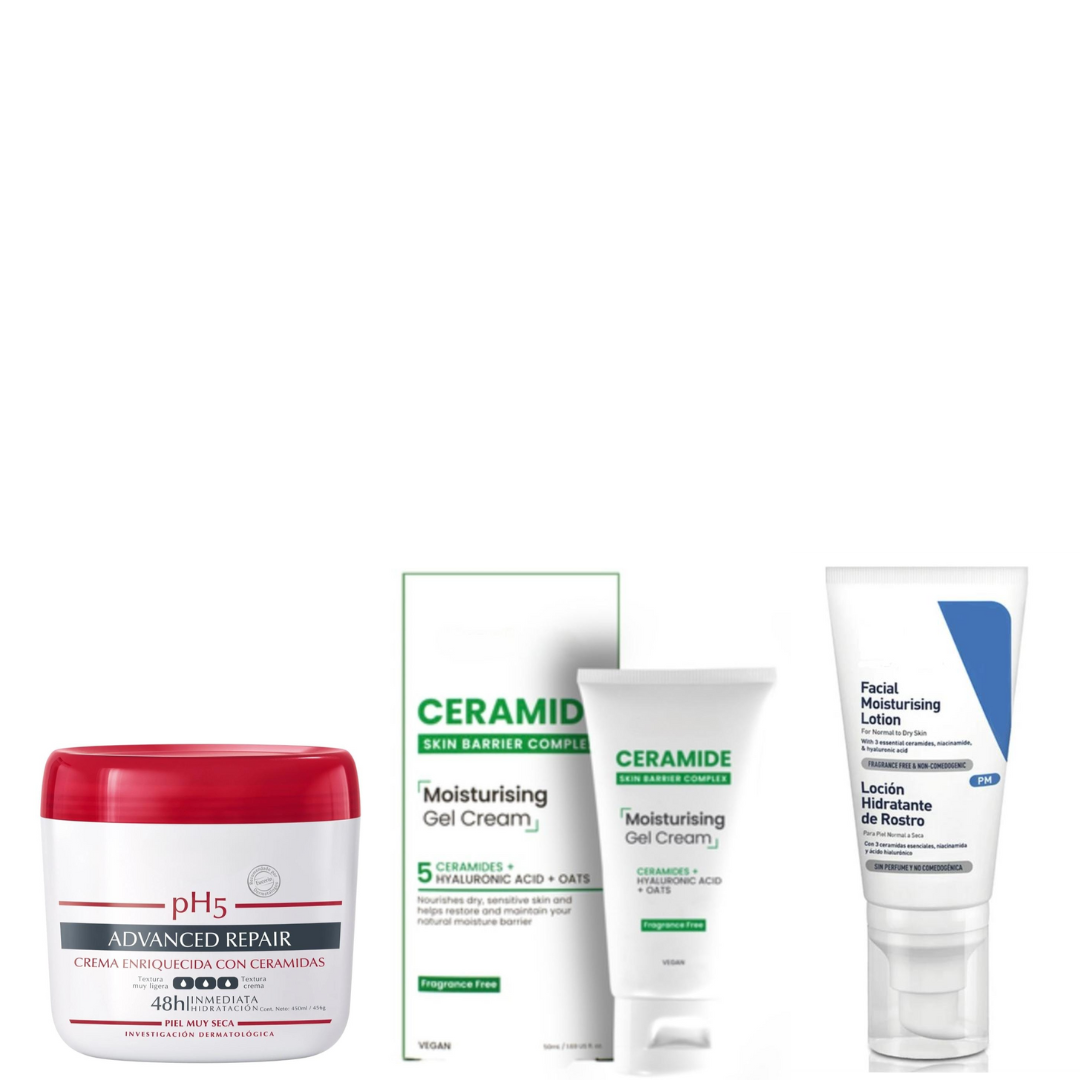
Productes cosmètics que contenen ceramides en la seva composició química.

Les ceramides, juntament amb el retinol, la vitamina C i l'àcid hialurònic, són components essencials per a la salut de la pell, en la mesura que ajuden a la seva regeneració i contribueixen a retenir-ne la permeabilitat i la humitat naturals i a mantenir-la hidratada. Tant és així, que les alteracions en el perfil molecular de la ceramida són a la base de diverses patologies dermatològiques associades a la pèrdua de permeabilitat de la barrera dèrmica, com ara bé la dermatitis atòpica, la psoriasi i la xerosi.
En aquest sentit, múltiples medicaments tòpics estan enriquits amb ceramides, que, segons es pensa, optimitzen el tractament d'afeccions dermatològiques. D'altra banda, tot de productes cosmètics, com ara bé sabons, xampús, cremes i protectors solars, aprofiten les propietats antiinflatòries, humectants, emulgents i regeneradores de les ceramides, que, segons es pensa, ajuden també a retardar l'envelliment cel·lular.
En els darrers anys, la recerca biomèdica ha explorat les possibles aplicacions de les ceramides en la teràpia del càncer, considerant el seu paper central en el metabolisme dels lípids i la seva implicació en la regulació dels processos de proliferació i mort cel·lular.